# Бернар де Пуртале
Бернар де Пуртале (5 червня 1870 — 5 липня 1935) — швейцарський яхтсмен.
Олімпійський чемпіон 1900 року в першому запливі в класі 1—2 тонни, срібний призер 1900 року в другому запливі в класі 1—2 тонни.